# Pantin
Pantin (franskt uttal: [pɑ̃tɛ̃]
 ( lyssna)) är en kommun i departementet Seine-Saint-Denis i regionen Île-de-France i norra Frankrike. Kommunen ligger i kantonen Pantin som tillhör arrondissementet Bobigny. År 2022 hade Pantin 60 954 invånare.

## Befolkningsutveckling
| Befolkningsutvecklingen i Pantin 1968–2021 | Befolkningsutvecklingen i Pantin 1968–2021 | Befolkningsutvecklingen i Pantin 1968–2021 | Befolkningsutvecklingen i Pantin 1968–2021 | Befolkningsutvecklingen i Pantin 1968–2021 |
| ------------------------------------------ | ------------------------------------------ | ------------------------------------------ | ------------------------------------------ | ------------------------------------------ |
|                                            |                                            |                                            |                                            |                                            |
| År                                         |                                            |                                            | Folkmängd                                  |                                            |
| 1968                                       | 1968                                       |                                            | 47 607                                     |                                            |
| 1975                                       | 1975                                       |                                            | 42 739                                     |                                            |
| 1982                                       | 1982                                       |                                            | 43 553                                     |                                            |
| 1990                                       | 1990                                       |                                            | 47 303                                     |                                            |
| 1999                                       | 1999                                       |                                            | 49 919                                     |                                            |
| 2007                                       | 2007                                       |                                            | 53 315                                     |                                            |
| 2015                                       | 2015                                       |                                            | 55 180                                     |                                            |
| 2021                                       | 2021                                       |                                            | 60 800                                     |                                            |